# Raión de Dvorichna
Dvorichna (en ucraniano: Дворічанський район) es un raión o distrito de Ucrania en el óblast de Járkov. 
Comprende una superficie de 1112 km².
La capital es la ciudad de Dvorichna.

## Demografía
Según estimación 2010 contaba con una población total de 19057 habitantes.

## Otros datos
El código KOATUU es 6321800000. El código postal 62700 y el prefijo telefónico +380 5750.